# خيسوس موراليس
خيسوس موراليس (بالإسبانية: Jesús Morales Martínez)‏ (18 ديسمبر 1985 في المكسيك - ) هو لاعب كرة قدم مكسيكي في مركز الهجوم. لعب مع أتلانتي إف سي وكلوب ليون ونادي شيفاز يو إس أي ونادي غوادالاخارا وAtlante UTN Potros Neza ‏ وطوروس نيزا وريبوسيروس دي لا بيداد ‏ ونادي وأكاديمية غوادالاخارا للاحتياطيين ‏.

## وصلات خارجية
- خيسوس موراليس على موقع الدوري الأمريكي (الإنجليزية)
- خيسوس موراليس على موقع قاعدة بيانات كرة القدم.إي يو (الإنجليزية)